# Albert Guay
Pour les articles homonymes, voir Guay.
Albert Guay, avec ses complices Généreux Ruest et Marguerite Ruest-Pitre (en), fut l’un des auteurs d'un des premiers attentats à la bombe de l’histoire de l’aviation, qui causa la Tragédie aérienne de Sault-au-Cochon de 1949.

## Jeunesse
Né à Québec, dans la paroisse Saint-Sauveur, le 23 septembre 1918, Joseph-Albert-David Guay est le fils de Joseph-Arthur Guay et d'Éva Landry. Le 30 août 1941, il épouse Rita Morel, fille de Wilfrid Morel et d'Imelda Dionne, dans la paroisse Saint-Roch, également dans la ville de Québec.

## Meurtre
Le crime eut lieu le vendredi 9 septembre 1949, à 10 h 45, au-dessus de Sault-au-Cochon, à 65 km au nord-est de Québec. Le vol 108 de la Canadian Pacific Airlines, un DC-3 immatriculé CF-CUA et effectuant le trajet Montréal-Baie-Comeau, s’écrasa en route pour cette localité à la suite d’une explosion entendue par plusieurs témoins. L’avion venait de faire une escale à Québec, et les 23 personnes à bord périrent.
Les analyses effectuées en laboratoire établirent bientôt l’origine criminelle de l’explosion : une bombe placée dans la soute à bagages. Un journaliste identifia alors une mystérieuse « femme en noir » qui avait fait embarquer un paquet à bord de l’avion, juste avant le décollage. La femme était Marguerite Ruest-Pitre, et le paquet avait été expédié à une adresse fictive.
L’enquête policière révéla bientôt que « la femme Pitre », comme les journaux la surnommaient, était la complice de Guay, un bijoutier-horloger de la ville de Québec et associé de Généreux Ruest, frère de Marguerite. Parmi les victimes de l’attentat se trouvait Rita Morel, épouse de Guay qui venait de prendre une assurance-vie au montant de 10 000 dollars canadiens (
112627 dollars actuels) au nom de sa femme. Le 23 septembre, jour de son 31e anniversaire, Guay fut arrêté et inculpé de l’attentat.
Comme ce type d’attentat était encore inconnu et que des hommes d’affaires américains en vue y avaient péri, les médias de toute l'Amérique du Nord envoyèrent des correspondants à Québec pour couvrir le procès dans une atmosphère sensationnaliste.
Le procès révéla que Guay et son épouse se querellaient fréquemment, qu'il avait des aventures extraconjugales et qu’il avait logé sa dernière maîtresse, une serveuse de restaurant de 17 ans, Marie-Ange Robitaille, chez le couple Ruest-Pitre. Il avait ensuite décidé de se débarrasser de sa femme avec la complicité de son associé, Ruest, qui fabriqua la bombe à retardement et convainquit l'épouse de Guay de se rendre à Baie-Comeau pour effectuer une course pour le compte de la bijouterie.
Communauté minière, Baie-Comeau était une ville-champignon où les affaires étaient florissantes. Marguerite Pitre fit embarquer la bombe déguisée en colis inoffensif, pendant que Guay prenait l’assurance sur son épouse. La minuterie était réglée de façon que l’explosion se produisît lorsque l’appareil survolerait le fleuve Saint-Laurent. Les pièces à conviction auraient ainsi été englouties dans les eaux du fleuve. Un retard de 5 minutes au décollage eut pour effet que l’avion s’écrasât sur la rive, permettant ainsi aux enquêteurs d’examiner les débris.
Guay, Ruest et Pitre furent accusés de 23 meurtres. Tous les trois furent jugés coupables et condamnés à mort. Guay fut pendu le 12 janvier 1951 à l'âge de 32 ans, Généreux Ruest en 1952 et Marguerite Ruest-Pitre en 1953.